# هاكونا ماتاتا

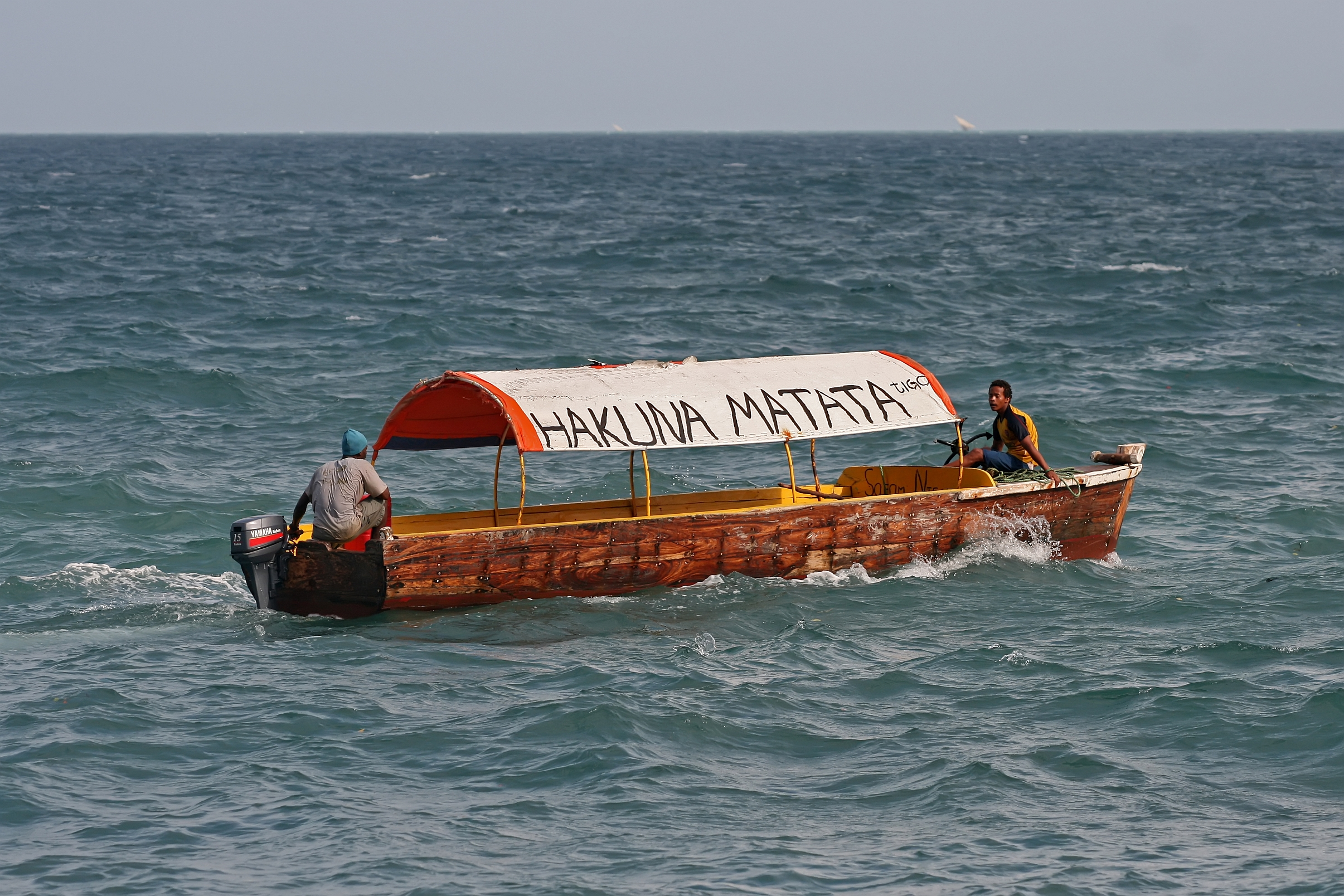

هاكونا ماتاتا هي عبارة سواحلية (بالسواحلية: Hakuna matata، هَكُونَ مَتَاتَ)‏، ترجمتها العربية تفيد تقريبًا ما معناه «لا تخف» أو لا تقلق. وهي تتكون من عبارتي هاكونا (أي: لا يوجد هنا) ماتاتا (أي: مَشاكِل، صيغة الجمع لكلمة مُشكلة). وقد شاعت العبارة بعد أن استخدِمت كأغنية تحمل نفس العبارة) في فيلم الأسد الملك. قد تسمع العبارة في كثير من الأحيان في المنتجعات والفنادق وغيرها من الأماكن التي تجذب السياح. وتستخدم هذه العبارة بشكل شائع في زنجبار وكينيا. لكنها غير شائعة بين الناطقين باللغة السواحلية في تنزانيا، الذين يفضلون عبارة «هامنا شيدا» في الشمال و «تابو هامنا» في الجنوب.

## جامبو بوانا
في عام 1982، أصدرت الفرقة الموسيقية الكينية ذا ماشرومز (التي تعرف الآن باسم Uyoga) أغنية سواحلية بعنوان «جامبو بوانا» («مرحبا مستر»)، التي تتكرر فيها عبارة «هاكونا ماتاتا» كلازمة. والأغنية من كتابة قائد المجموعة جون كاتانا.

## جامبو-هاكونا ماتاتا
وبعد سنوات قليلة، أصدرت المجموعة الألمانية بوني إم «جامبو-هاكونا ماتاتا»، وهي أغنية باللغة الإنجليزية. قامت ليز ميتشل بأداء الأغنية، مع كل من ريجي تسيبو، فرانك فاريان، كاثي بارثني، مادلين ديفيس وجودي شيكس. وكان من المفترض أن يتم تضمين الأغنية في الألبوم السابع بدون عنوان للمجموعة، الذي كان سيصدر في خريف عام 1983. ونظرا لضعف جدول الأداء (رقم 48 في لائحة الأغاني الألمانية)، ولم يتدرج الأغنية في نهاية المطاف في الألبوم (الذي أعيدت صياغته بالكامل ولم يصدر حتى مايو 1984، بعنوان عشرة آلاف سنة ضوئية).

## أغنية الأسد الملك
في عام 1994 ساهم فيلم الرسوم المتحركة الأسد الملك الذي أصدرته استديوهات والت ديزني للرسوم المتحركة في انتشار العبارة حول العالم، حيث تم التركيز على العبارة بشكل ملحوظ في القصة وخصصت لها أغنية كذلك. وتحكي قصة الفيلم عن سرقاط اسمه تيمون وخنزير اسمه بومبا، يقومان بتعليم الشخصية الرئيسية، وهو شبل اسمه سيمبا، ويساعدانه على أن ينسى ماضيه المضطرب ويعيش في الحاضر. والأغنية لكل من إلتون جون (الموسيقى) وتيم رايس (كلمات)، الذين وجدا هذا المصطلح في كتاب تفسير العبارات الشائعة السواحلية. وقد رشحت اللأغنية لجائزة الأوسكار لأفضل أغنية أصلية عام 1995، وجاءت في وقت لاحق في الرتبة 99 كأفضل أغنية في تاريخ السينما من قبل معهد الفيلم الأمريكي على لائحة من 100 أغنية.

## في الكوميديا
في منتصف 1980، ظهرت مقولة في الكتاب الهزلي السويدي بامسي الذي كتبه رون أندرسون. الكلمات الأولى التي نطقت بها بروما، وهي ابنة بامسي الدب، هي «هاكونا ماتاتا»، والتي لم يفهمها أحد ما عدا السلحفاة سكالمان. وجعل منها هو وبروما فيما بعد شعارهما السري وقد ظهرت العبارة مرات عديدة في الرسوم المتحركة. أعطى سكالمان للقراء عدة تلميحات من أي لغة جاءت هذه العبارة ولكن لم يذكر أبدًا بشكل مباشرة أنها من السواحلية.
واد ويلسون من مارفل كومكس استخدام هذه العبارة عندما أخبر فانيسا أن الرجل الكبير الذي يريد مجابهته، يعتذر ولم يفعلها مرة أخرى في فيلم ديدبول.